# Gierlachów
Gierlachów is een plaats in het Poolse district  Sandomierski, woiwodschap Święty Krzyż. De plaats maakt deel uit van de gemeente Dwikozy en telt 220 inwoners.